# Jean Madeira
Jean Madeira geb. Jean Browning (14. November 1918 in Centralia, Illinois – 10. Juli 1972 in Providence, Rhode Island) war eine US-amerikanische Opernsängerin der Stimmlagen Mezzosopran und Alt. Ihre Paraderollen waren Carmen, Azucena und Klytämnestra sowie die Erda in Wagners Ring des Nibelungen.
Sie trat an der Wiener Staatsoper und bei den Bayreuther Festspielen auf und zählte zum Ensemble der Metropolitan Opera in New York.

## Leben und Werk
Ihr Vater war zur Hälfte indischer Herkunft. Sie besuchte die High School in East St. Louis, Illinois, und bekam Klavierunterricht von ihrer Mutter. Ab 1941 studierte sie zuerst Klavier, dann Gesang an der Juilliard School in New York City. Zu ihren Lehrern zählte Karin Branzell. Sie debütierte in Chautauqua, New York, als Nancy in Flotows Martha. 1947 verpflichtete sie der Komponist Gian Carlo Menotti für die Europa-Tournee seiner Oper The Medium. 1948 trat sie erstmals an der Metropolitan Opera in New York auf, als Erste Norn in der Götterdämmerung. Sie blieb der Compagnie bis zu ihrem Abschied von der Bühne im Jahr 1971 treu und sang mehr als vierzig Rollen in rund 370 Vorstellungen in Manhattan und auf den Met-Tourneen im ganzen Land, zuerst kleinere Partien, später auch die großen Rollen ihres Faches.
In den 1950er Jahren entfaltete sich eine internationale Karriere mit Einladungen zu den Bayreuther und den Salzburger Festspielen, an die Bayerische und Wiener Staatsoper, an das Royal Opera House Covent Garden in London und an die Königliche Hofoper in Stockholm, nach Mailand und Paris. In Europa präsentierte sie sich als Carmen, Amneris, Azucena und Erda sowie bereits in jungen Jahren als alternde Klytämnestra, Mutter von Orest, Elektra und Chrysothemis, Mörderin ihres Ehemanns. In diesen Paraderollen trat sie ab 1956 auch an der Met und in Chicago auf. Die Klytämnestra sang sie unter Leitung berühmter Dirigenten wie Karl Böhm und Dmitri Mitropoulos, es gibt mehrere Tondokumente. Im Laufe der Jahre kamen noch vier Hauptrollen hinzu, die sie mit Leidenschaft verkörperte, Orfeo, Ulrica, Dalila und Fricka, die Gemahlin Wotans, die sie 1957 in einer Wiener Walküren-Neuinszenierung unter Leitung von Herbert von Karajan verkörperte. Ihre profunde Altstimme wurde als „samten“ beschrieben, auch als „gleaming anthracite“ – als leuchtender Anthrazit. Gelobt wurden auch ihre darstellerischen Fähigkeiten, wobei ihr gutes Aussehen hilfreich war bei der glaubwürdigen Gestaltung der großen Verführerinnen Carmen und Dalila.
1958 debütierte sie als Carmen am Teatro Colón in Buenos Aires, dirigiert von Thomas Beecham. 1966 kehrte sie als Klytämnestra nach Buenos Aires zurück. 1971 verabschiedete sie sich, bereits an Krebs erkrankt, von der Bühne. Sie sang die Klytämnestra in Elektra mit Birgit Nilsson in der Titelpartie und Leonie Rysanek als Chrysothemis. Im Folgejahr verstarb sie.
Die Sängerin war ab 1947 mit Francis Madeira verheiratet, Musikdirektor des Rhode Island Philharmonic Orchestra. Das Paar lebte in Warwick Neck an der Narragansett Bay.

## Rollen

### Uraufführung
- 1968: Ulisse von Luigi Dallapiccola, Berlin (als Circe)

### Repertoire (Auswahl)
| Bizet: - Titelpartie in Carmen Britten: - Mrs. Sedley in Peter Grimes Gluck: - Orfeo in Orfeo ed Euridice Mascagni: - Lucia in Cavalleria rusticana Mozart: - Marcellina in der Hochzeit des Figaro Ponchielli: - La Cieca in La Gioconda Puccini: - Suzuki in Madama Butterfly Rossini: - Berta in Il barbiere di Siviglia Saint-Saëns: - Dalila in Samson et Dalila |  | Richard Strauss: - Herodias in Salome - Klytämnestra in Elektra Tschaikowski: - Alte Gräfin in Pique Dame Verdi: - Giovanna und Maddalena in Rigoletto - Azucena in Der Troubadour - Annina in La traviata - Ulrica in Ein Maskenball - Preziosilla in La forza del destino - Amneris in Aida Wagner: - Mary in Der fliegende Holländer - Magdalene in Die Meistersinger von Nürnberg - Fricka und Erda in Das Rheingold - Fricka und Roßweiße in Die Walküre - Erda in Siegfried - Waltraute und Erste Norn in Götterdämmerung - Stimme von oben in Parsifal |